# Z genealogii moralności
Z genealogii moralności (1887) – jedno z nielicznych systematycznie napisanych i ukończonych dzieł Friedricha Nietzschego.
Nietzsche ukazuje w nim powstanie kategorii moralnych w postaci wielowiekowego procesu przekształcania się kategorii normatywnych (regulujących funkcjonowanie społeczeństw): zanikania ich komponentu estetycznego na rzecz swoistej antyestetyki moralności, jaką ma proponować judaizm oraz chrześcijaństwo.
Genealogię możemy potraktować jako esej z „historii moralności” porównywalny do Historii religii naturalnej Davida Hume'a bądź innych oświeceniowych prac tego typu. Genealogia może być również odczytana jako kontynuacja drugiego Niewczesnego rozważania a zatem praca poświęcona historyczności ukazanej tu jako element stylu myślenia i działania głęboko zakorzenionego w fundamentach kultury europejskiej.
Nietzsche porównuje tutaj dwie postawy względem rzeczywistości: postawę aktywną i postawę reaktywną czyli resentyment.
- Postawa aktywna, charakterystyczna dla antycznej arystokracji, wojowników i ludzi wolnych, ma płynąć „z wnętrza” i być formą samopotwierdzenia swojego miejsca w świecie.

Postawa aktywna w ujęciu Nietzschego jest charakterystyczna dla antycznej świadomości ponadhistorycznej opartej na uniwersalnych wzorcach działania (mit).
- Postawa reaktywna natomiast jest skutkiem działania „świata zewnętrznego” na ludzi poddanych działaniu przemożnych sił (niewolników), a także wierzących, że są poddani działaniu przemożnych sił (kapłanów, wyznawców).

Postawa reaktywna ma być charakterystyczna, według Nietzschego, dla myślenia religijnego związanego w tym ujęciu z badaniem przeszłości jako sposobem odczytywania woli bóstwa (przemożnej siły) wyrażającej się w ingerencjach w proces historyczny.